# Apatema lucidum
Apatema lucidum – gatunek motyli z rodziny Autostichidae i podrodziny Symmocinae.

## Taksonomia
Gatunek ten opisany został po raz pierwszy w 1908 roku przez Thomasa de Greya Walsinghama na łamach „Proceedings of the Zoological Society of London”. Jako lokalizację typową wskazano Forest de la Mina w hiszpańskiej prowincji Santa Cruz de Tenerife.

## Morfologia i zasięg
Motyl osiągający od 13 do 14 mm rozpiętości skrzydeł. Głowa jest jasnoochrowa, o czułkach szarawoochrowych z czarnym wierzchem członu nasadowego, a głaszczkach wargowych jasnoochrowych z czarnym cieniowaniem u nasady członu środkowego i czarną kropką na szczycie tegoż członu. Tułów jest jasnoochrowy, ku przodowi przechodzący w płowy brąz. Skrzydło przednie ma tło jasnoochrowe, miejscami brązowo przyciemnione. Na jego wzór składają się dwie małe, ukośnie umieszczone, czasem zlane ze sobą czarne plamki w ⅓ długości, silniejsza czarna plamka poniżej nich, mała, czarna plamka na górnej krawędzi komórki oraz czarna, nerkowata łata u szczytu komórki. Skrzydła tylnej pary są słomkowobiałe z jasnochrowymi strzępinami. Barwa odnóży i odwłoka jest głównie jasnoochrowa.
Owad palearktyczny, makaronezyjski, endemiczny dla hiszpańskiego archipelagu Wysp Kanaryjskich, znany tylko z Teneryfy.